# Omaha Supernovas
Le Omaha Supernovas sono una franchigia pallavolistica femminile statunitense, con sede a Omaha (Nebraska): militano nella Major League Volleyball.

## Storia
Le Omaha Supernovas vengono fondate il 14 febbraio 2023 su iniziativa di Danny White e Jason Derulo. Il 16 luglio dello stesso anno viene annunciata la nomina di Diane Mendenhall come presidente e il CHI Health Center Omaha come sede di gioco della franchigia, mentre quattro giorni dopo vengono rivelati i colori sociali e la scelta del nome, ricaduta su Omaha Supernovas.
Al termine della Pro Volleyball Federation 2024 si laureano campionesse nazionali, sconfiggendo in finale le Grand Rapids Rise.

## Rosa 2025
| N° | Nome              | Ruolo | Data di nascita   | Nazionalità sportiva |
| -- | ----------------- | ----- | ----------------- | -------------------- |
| 1  | Natalia Valentín  | P     | 12 settembre 1989 | Porto Rico           |
| 4  | Valeria Vázquez   | S     | 28 gennaio 2001   | Porto Rico           |
| 5  | Brooke Nuneviller | S     | 25 gennaio 2000   | Stati Uniti          |
| 6  | Kendra Wait       | P     | -                 | Stati Uniti          |
| 8  | Reagan Cooper     | S     | 1º novembre 2000  | Stati Uniti          |
| 9  | Machaela Podraza  | P     | -                 | Stati Uniti          |
| 10 | Camila Gómez      | L     | 6 luglio 1995     | Colombia             |
| 11 | Kelsie Payne      | O     | 29 novembre 1995  | Stati Uniti          |
| 14 | Allysa Batenhorst | S     | 26 luglio 2002    | Stati Uniti          |
| 17 | Phoebe Awoleye    | C     | 16 giugno 2002    | Stati Uniti          |
| 20 | Allison Whitten   | L     | 6 luglio 1995     | Stati Uniti          |
| 21 | Toyosi Onabanjo   | C     | 20 ottobre 2003   | Stati Uniti          |
| 22 | Lindsay Krause    | S     | 11 dicembre 2002  | Stati Uniti          |
| 23 | Kaitlyn Hord      | C     | 14 giugno 2000    | Stati Uniti          |
| 27 | Emily Londot      | O     | 13 maggio 2002    | Stati Uniti          |
| 28 | Kayla Caffey      | C     | 25 novembre 1997  | Stati Uniti          |

      Practice squad

## Palmarès
- PVF: 1

2024